# Brian Stepanek
 (janvier 2017).
Si vous disposez d'ouvrages ou d'articles de référence ou si vous connaissez des sites web de qualité traitant du thème abordé ici, merci de compléter l'article en donnant les références utiles à sa vérifiabilité et en les liant à la section « Notes et références ».
Pour les articles homonymes, voir Štěpánek.
Brian Stepanek est un acteur américain né le 6 février 1971 à Cleveland, Ohio. Il est surtout connu pour le rôle d'Arwin dans La Vie de palace de Zack et Cody et de Tom Harper dans Nicky, Ricky, Dicky et Dawn sur Nickelodeon. Il fut également l'animateur des trois premières éditions des Disney's Friends for Change Games, en compagnie de Phill Lewis, puis seul (saison 3).

## Biographie
Stepanek est né et a grandi à Cleveland, Ohio. Ayant fini ses études à Gilmour Academy, il est allé à l’université de Syracuse.

## Carrière d'acteur
Brian Stepanek est surtout connu grâce à Disney Channel avec notamment la série La Vie de palace de Zack et Cody où il joua un personnage récurrent (Arwin, le scientifique excentrique). Il prête également sa voix dans des séries animées comme Kim Possible ou dans des films d'animation.
Il se fait légèrement remarquer au cinéma, en particulier par le biais d'une relation amicale avec le réalisateur Michael Bay qui lui donna quelques rôles : Gandu Three Alpha dans The Island, un agent du secteur 7 dans Transformers et Brad McCalister dans No Pain No Gain.

## Vie privée
Il a épousé Prisa Stepanek en 2002 et le couple a trois enfants,.

## Filmographie

### Cinéma
- 2001 : Scary Movie 2 de Keenen Ivory Wayans
- 2002 : La Tentation de Jessica de Charles Herman-Wurmfeld : Peter
- 2002 : Friday After Next  de Marcus Raboy (en) : un officier de police
- 2002 : Calculs meurtriers  de Barbet Schroeder : Un Marshall
- 2005 : The Island de Michael Bay : Gandu Three Alpha
- 2007 : Transformers de Michael Bay : Agent du Secteur 7
- 2008 : Le Pacte mystérieux (Mostly Ghostly) de Richard Correll (DTV) : Phears
- 2009 : Un costume pour deux de Stuart Gillard : Coach Mackey
- 2011 : Max le Géant de Todd Tucker : Victor Lloyd
- 2012 : Le Chihuahua de Beverly Hills 2 d'Alex Zamm
- 2013 : Dark Skies de Scott Charles Stewart : Technicien de sécurité
- 2013 : No Pain No Gain de Michael Bay : Brad McCalister
- 2016 : LBJ de Rob Reiner : Rufus Youngblood
- 2018 : Daphné et Véra (Daphne & Velma) de Suzi Yoonessi : Nedley Blake
- 2018 : Green Book : Sur les routes du sud de Peter Farrelly : Graham Kindell

### Télévision
- 1998 : Demain à la une : Richie Sagansky (saison 3 épisode 2)
- 2002 : JAG : Lt.Murtaugh (saison 8 épisode 6)
- 2002 : Malcolm : Le vendeur de smokings (saison 4 épisode 20)
- 2002 : Ce que j'aime chez toi : ??? (saison 1 épisode 16)
- 2003 : New York Police Blues : Freddie Langford (saison 11 épisode 1)
- 2003 : Six Feet Under : ??? (épisode 9 saison 3)
- 2004 : Les Experts : Miami : Andrew Stamler (saison 4 épisode 17)
- 2005 - 2008 : La Vie de palace de Zack et Cody : Arwin (22 épisodes)
- 2008 - 2011 : La Vie de croisière de Zack et Cody : Arwin (3 épisodes)
- 2008 - 2009 : Brian O'Brian : Brian (36 épisodes)
- 2011 : Chéri, j'ai agrandi le chien (Monster Mutt) : Docteur Victor Lloyd
- 2012 : Mon oncle Charlie : Arthur (saison 9 épisode 19)
- 2014 : Nicky, Ricky, Dicky et Dawn: Tom Harper, le père
- 2017 – 2019 : I'm Sorry : Mr Castelotti
- 2017 -  : Young Sheldon: Mr Givens, Professeur de Sheldon Cooper (17 épisodes)
- 2018:The Thundermans: Professor Meteor
- 2022 : Une famille vraiment Loud : Lynn Loud Sr.

### Doublage
- 2006 : Le Petit Monde de Charlotte de Gary Winick : une brebis
- 2006 : Nos voisins, les hommes de Tim Johnson et Karey Kirkpatrick : Nugent, le chien rottweiler
- 2007 : Kim Possible (série télévisée d'animation), épisode Mathter and Fervent : Mathter
- 2008 : Volt, star malgré lui de Chris Williams et Byron Howard : Martin
- 2015 : En route ! de Tim Johnson : le Gorg
- 2016 -  : Bienvenue chez les Loud (série télévisée d'animation) : Lynn Sr. Loud / Mr Loud